# 13. Primetime Emmy-gála
A 13. Primetime Emmy-gála során az 1960 és 1961 között főműsoridőben bemutatott, amerikai televíziós programokat értékelték. A jelölteket az Academy of Television Arts & Sciences választotta ki. A Los Angeles-i NBC Studiosban tartott ceremóniát az NBC közvetítette 1961. május 16-án. A műsor házigazdái Joey Bishop és Dick Powell voltak.

## Győztesek és jelöltek
A nyertesek félkövérrel jelölve.

### Műsorok
| Legjobb vígjátéksorozat | Legjobb drámasorozat |
| --- | --- |
| - The Jack Benny Show (CBS) - The Andy Griffith Show (CBS) - The Bob Hope Show (NBC) - Candid Camera (CBS) - Frédi és Béni, avagy a két kőkorszaki szaki (ABC) | - Hallmark Hall of Fame (Epizód: "Macbeth") (NBC) - Naked City (ABC) - Sacco-Vanzetti Story (NBC) - Alkonyzóna (CBS) - The Untouchables (ABC)                                        |
| Legjobb varietésorozat | Legjobb gyerekműsor |
| - Astaire Time (NBC) - Belafonte New York (CBS) - The Garry Moore Show (CBS) - An Hour with Danny Kaye (CBS) - The Jack Paar Tonight Show (NBC)                | - Young People's Concerts: Aaron Copland Birthday Party (CBS) - Captain Kangaroo (CBS) - Foxi Maxi (szindikált sugárzás) - The Shari Lewis Show (NBC) - Shirley Temple Theatre (NBC) |
| Legjobb ismeretterjesztő műsor | Az év műsora |
| - The Twentieth Century (CBS) - CBS Reports (CBS) - NBC White Paper (NBC) - Project XX (NBC) - Winston Churchill: The Valiant Years (ABC)                      | - Hallmark Hall of Fame (Epizód: "Macbeth") (NBC) - 1960-as amerikai elnökválasztási vita (NBC) - Astaire Time (NBC) - An Hour with Danny Kaye (CBS) - Sacco-Vanzetti Story (NBC)    |

### Színészek

#### Főszereplők
| Legjobb férfi főszereplő | Legjobb női főszereplő |
| --- | --- |
| - Raymond Burr (Perry Mason) - Perry Mason (CBS) - Jackie Cooper (Chick Hennesey) - Hennesey (CBS) - Robert Stack (Eliot Ness) - The Untouchables (ABC) | - Barbara Stanwyck (Önmaga) - The Barbara Stanwyck Show (NBC) - Donna Reed (Donna Stone) - The Donna Reed Show (ABC) - Loretta Young (Önmaga) - The Loretta Young Show (NBC) |

#### Mellékszereplők
| Legjobb férfi mellékszereplő | Legjobb női mellékszereplő |
| --- | --- |
| - Don Knotts (Barney Fife) - The Andy Griffith Show (CBS) - Abby Dalton (Martha Hale) - Hennesey (CBS) - Barbara Hale (Della Street) - Perry Mason (CBS) | - Roddy McDowall (Philip Hamilton) - Equitable's American Heritage (NBC) - Charles Bronson (Soldier Conlon) - General Electric Theater (CBS) (Epizód: "Memory in White") - Peter Falk (Sydney Jarmon) - The Law and Mr. Jones (ABC) (Epizód: "Cold Turkey") |

#### Egyedülálló alakítások
| Legjobb egyedülálló alakítás színésztől | Legjobb egyedülálló alakítás színésznőtől |
| --- | --- |
| - Maurice Evans (Macbeth) - Hallmark Hall of Fame (Epizód: "Macbeth") (NBC) - Cliff Robertson (Charlie Gordon) - The United States Steel Hour (CBS) (Epizód: "The Two Worlds of Charlie Gordon") - Ed Wynn (himself) - Desilu Playhouse (CBS) (Epizód: "The Man in the Funny Suit") | - Judith Anderson (Lady Macbeth) - Hallmark Hall of Fame (Epizód: "Macbeth") (NBC) - Ingrid Bergman (Clare Lester) - Twenty-Four Hours in a Woman's Life (CBS) - Elizabeth Montgomery (Rusty Heller) - The Untouchables (ABC) (Epizód: "The Rusty Heller Story") |

### Rendezők
| Legjobb rendező (vígjátéksorozat) | Legjobb rendező (drámasorozat) |
| --- | --- |
| - The Danny Thomas Show (CBS) – Sheldon Leonard - The Bob Hope Show (NBC) – Jack Shea, Dick McDonough - My Three Sons (ABC) – Peter Tewksbury | - Hallmark Hall of Fame (NBC) (Epizód: "Macbeth") – George Schaefer - Desilu Playhouse (CBS) (Epizód: "The Man in the Funny Suit") – Ralph Nelson - Sacco-Vanzetti Story (NBC) – Sidney Lumet |

### Forgatókönyvírók
| Legjobb forgatókönyv (vígjátéksorozat) | Legjobb forgatókönyv (drámasorozat) |
| --- | --- |
| - The Red Skelton Show (CBS) – Sherwood Schwartz, Dave O'Brien, Al Schwartz, Martin Ragaway, Red Skelton - The Danny Thomas Show (CBS) – Charles Stewart, Jack Elinson - Hennesey (CBS) – Richard Baer                                           | - Alkonyzóna (CBS) – Rod Serling - The DuPont Show of the Month (CBS) (Epizód: "The Lincoln Murder Case") – Dale Wasserman - Sacco-Vanzetti Story (NBC) – Reginald Rose |
| Legjobb forgatókönyv (dokumentumfilm vagy sorozat) | |
| - Winston Churchill: The Valiant Years (ABC) – Victor Wolfson - CBS Reports (CBS) (Epizód: "Harvest of Shame") – Fred W. Friendly, David Lowe, Edward R. Murrow - NBC White Paper (NBC) (Epizód: "The U-2 Affair") – Arthur Barron, Al Wasserman | |

## Fordítás
- Ez a szócikk részben vagy egészben  a(z)   13nd Primetime Emmy Awards című angol Wikipédia-szócikk fordításán alapul.  Az eredeti cikk szerkesztőit annak laptörténete sorolja fel. Ez a jelzés csupán a megfogalmazás eredetét és a szerzői jogokat jelzi, nem szolgál a cikkben szereplő információk forrásmegjelöléseként.